# Новак Симович
Новак Симович (серб. Новак Симовић; 18 травня 1982, Ловченаць) — сербський футбольний арбітр. З 2011 року судить матчі в Суперлізі. Арбітр ФІФА та УЄФА з 2019 року.

## Суддівська кар'єра
22 жовтня 2011 року Симович відсудив свій перший матч у сербській Суперлізі. Матч між Црвеною Звездою і Новим Пазаром завершився з рахунком 3–1. У цьому матчі він показав чотирьом гравцям жовті картки.
Перший єврокубковий матч Симович відсудив 4 липня 2019 року між «Тре Фіорі» та «КІ Клаксвік» у першому кваліфікаційному раунді Ліги Європи УЄФА 0–4. У цьому матчі сербський суддя показав шість жовтих карток.
Свій перший міжнародний матч на рівні збірних провів 2 червня 2021 року, коли Боснія і Герцеговина зіграла внічию 0:0 проти Чорногорії в товариському матчі. Під час цього матчу Сімович чотири рази показав жовту картку, рівномірно розподіливши її між двома командами.